# マルク・ファン・デル・マーレル
マルク・ファン・デル・マーレル（Mark van der Maarel、1989年8月12日 - ）は、オランダ・アーネム出身のサッカー選手。現役時代のポジションはディフェンダー。

## 経歴
FCユトレヒトの下部組織に入団する前にはSV ArgonとHFCハールレムの下部組織に在籍していた。2009-10シーズンにトップチームに昇格し、9月20日、AZアルクマール戦にてデビューした。2017-18シーズンにはファン選出のシーズン最優秀選手に輝いた。